# Markus Tröger
Markus Tröger (ur. 16 kwietnia 1966 w Norymberdze) – niemiecki łyżwiarz szybki reprezentujący też Niemcy Zachodnie.

## Kariera
Największe sukcesy w karierze Markus Tröger osiągał w sezonie 1990/1991, kiedy zajął trzecie miejsce w klasyfikacji końcowej Pucharu Świata na 1500 m. Wyprzedzili go jedynie Norweg Johann Olav Koss oraz kolejny Niemiec, Peter Adeberg. Tröger czterokrotnie stawał na podium zawodów Pucharu Świata, ale nigdy nie zwyciężył. Nigdy nie zdobył medalu mistrzostw świata, jego najlepszym wynikiem było dziesiąte miejsce wywalczone podczas wielobojowych mistrzostw świata w Heerenveen w 1991 roku. W tym samym roku zajął też dziewiąte miejsce na mistrzostwach Europy w Sarajewie. Rok później brał udział w igrzyskach olimpijskich w Albertville, gdzie jego najlepszym wynikiem było trzynaste miejsce w biegu na 1500 m. Na tych samych igrzyskach był też piętnasty na dystansach 5000 i 10 000 m. W 1993 roku zakończył karierę.